# ポンディシェリー攻囲戦 (1793年)
ポンディシェリー攻囲戦（英語: Siege of Pondicherry）は、フランス革命戦争初期にフランス領インドで行われた戦闘。この時代ではイギリスもフランスもインド亜大陸に植民地を領有しており、1793年2月1日にフランスの国民公会がイギリスに宣戦布告したとき、両国ともにインドでの戦闘の用意があった。このうち、イギリス領インドは港口都市のボンベイ、マドラス、カルカッタを中心とし、イギリス東インド会社が統治した。フランス領インドはコロマンデル海岸のポンディシェリーから統治された。イギリス領インド陸軍はイギリス陸軍からの派遣部隊、およびウィリアム・コーンウォリス海軍少将率いる王立海軍の艦隊で増強されており、インドにおけるイギリス軍はフランス軍より大軍だった。ポンディシェリーの守備は強かったが、駐留軍の人数は少なく、城壁に配置する人員が不足した。フランスはフリゲートで構成された艦隊がフランス島（現モーリシャス領）に駐留していたが、インドからは遠く、フランス領インド海岸を守備するには不十分だった。
開戦の報せがインド洋に届くまで5か月もかかったが、直近に第三次マイソール戦争を戦ったイギリス軍はすぐに動員され、フランス領インドの諸港口を占領した。ポンディシェリーだけが抵抗できたため、ジョン・ブレイスウェイト大佐は1793年8月1日より攻囲戦をはじめ、コーンウォリスはポンディシェリーを海上封鎖した。以降イギリス軍は数週間にわたり、フランス軍の激しい砲火に晒されながら塹壕と砲台を築いた。攻囲戦をはじめた20日後、ブレイスウェイトは砲撃をはじめた。わずか数時間後、フランス軍の指揮官ドミニク・プロスペル・ド・シェルモン大佐が停戦を求め、翌朝には無条件降伏した。

## 背景
1790年代、グレートブリテン王国はインド亜大陸における最大の植民地勢力だった。イギリス領インドは主にベンガル地方のカルカッタ港から統治され、それをマドラスとボンベイ市、そして海岸各地の交易所が支えた。イギリス領インドの統治はほぼイギリス東インド会社に一任され、東インド会社は常備軍のイギリス領インド陸軍を維持し、それを正規軍のイギリス陸軍からの派遣部隊が支える形をとっていた。イギリス領インド陸軍は直近では1789年から1792年までの第三次マイソール戦争を戦っており、海上からはウィリアム・コーンウォリス海軍少将率いる艦隊（旗艦はフリゲートのミネルヴァ）が支援しており、コーンウォリスは第三次マイソール戦争ではテリチェリーを海上封鎖した。
フランスは1754年に勃発した第三次カーナティック戦争以降に植民地への投資がほとんどなかったこともあり、インドにおける軍事状況がイギリスよりはるかに弱かった。それでもカリカル、ヤナム、マエ、シャンデルナゴルといった小規模の交易所を維持したほか、最も重要な植民地はマドラスにほど近いポンディシェリーだった。ポンディシェリーはカミーユ＝シャルル・ルクレール・ド・フレンヌの設計をもとに大規模な要塞化がなされたが、駐留軍の人数は少なく、本格的な攻城戦に際しては城壁に配置する人員が不足した。フランス革命戦争が勃発したとき、インド洋にいたフランス海軍の艦船はアルマン・ド・サン＝フェリックス海軍少将率いるフリゲート2隻（シベールとプルデント）だったが、インドに駐留してすらおらず、遠いフランス島（現モーリシャス領）にいた。
ヨーロッパでは1789年に勃発したフランス革命より緊張状態にあり、1792年にはフランス第一共和政、オーストリア、プロイセンの間でフランス革命戦争が勃発した。グレートブリテンは開戦時点では参戦しなかったが、フランスとの外交関係は悪化の一途をたどり、廃位されたフランス国王ルイ16世が処刑されて間もない1793年2月1日にはフランスの国民公会がグレートブリテンとネーデルラント連邦共和国に宣戦布告した。ヨーロッパから遠いインドでは戦争勃発の報せが届くまで5か月もかかり、イギリス側では在アレクサンドリア領事ジョージ・ボールドウィン経由で報せが6月2日にマドラスに、11日にカルカッタに届いた。インド総督のコーンウォリス侯爵はフランス領インドの領土への軍事行動を命じた。コーンウォリス侯爵はウィリアム・コーンウォリスの兄にあたり、拿捕したフランス商船ビアン・エメ（Bien Aimé）に乗ってポンディシェリー攻囲に参戦しようとしたが、説得を受けて取りやめた。

## 攻囲戦
6月19日、オランダ領セイロンのトリンコマリーにいたコーンウォリス少将のもとに戦争勃発の報せが届いた。コーンウォリスはすぐさまにポンディシェリーへの進軍を命じ、ポンディシェリーを海上封鎖した。直後にポンディシェリーに弾薬を届けようとした商船を拿捕し、マドラスに短期間停泊した後、ミネルヴァとインディアマン3隻は7月3日にポンディシェリーを出港するフランスの私掠船コンコルド（Concorde）を拿捕、9日にスノー1隻を拿捕した。7月13日に南東から帆船が現れると、コーンウォリスはイギリスの増援と考えたが、よく調べたらフランスの40門艦シベール（Cybèle）とそれより小型の艦船3隻で、補給や砲兵部隊をポンディシェリーへの増援として届けようとしたことが判明した。コーンウォリスはシベールに接近したが、インディアマン3隻が散らばってしまい、それを改めて集めている最中にシベールが逃走した。
マドラスの陸軍はジョン・ブレイスウェイト大佐が指揮した。ブレイスウェイトはワラジャバードで自軍を招集した後、ポンディシェリーに進軍、その南西にあるヴィレノアと南東にあるアリアン・クーパング（Arian Coupang）を占領して、ポンディシェリーをその後背地から切り離した。7月28日にはポンディシェリー市に到着、ポンディシェリーを見下ろせるレッド・ヒル（Red Hill）に陣地を構えて、守備軍の指揮官ドミニク・プロスペル・ド・シェルモン大佐に降伏を要求した。ド・シェルモンが拒否すると、ブレイスウェイトは7月30日に第71歩兵連隊と第74歩兵連隊から派遣された分遣隊に命じて、城壁の南側に移動させた。この行軍に対し守備軍は稜堡から激しい砲撃を浴びせたが、実際にはフェイントであり、ブレイスウェイトは守備がより弱く、地面もより乾いている北東側から攻城戦を進めた。
イギリス軍は続いてポンディシェリーの西側と北側に砲台を建てようとしたが、大雨で守備用の土塁の建造が遅れた結果、守備軍はイギリス工兵に常に砲撃を続けることができ、イギリス軍に大きな損害を与えた。特に8月12日のポンディシェリー北側からの砲撃が激しかったという。イギリス軍は損害を出しながら砲台を築き、15日の夜にはブレイスウェイトの部下で工兵長のジョージ・モール中佐（George Maule）が砲撃を受けて戦死した。21日の夜、ロイヤル・バッテリー（Royal Battery）と呼ばれたイギリス軍の主砲が砲撃を受けて損傷したが、補修に成功し、22日の朝にはイギリス軍がロイヤル・バッテリーの24ポンド砲を用いてポンディシェリーに反撃した。
反撃から数時間後には守備軍からの砲撃がより遠い側面の砲台を除いてほとんどなくなった。正午には臼砲の砲台が完成して砲撃が開始され、16時30分になると守備軍の稜堡に降伏の旗が掲揚された。ド・シェルモンは降伏条件の交渉に24時間の停戦を求めたが、ブレイスウェイトは翌朝8時までの停戦しか同意せず、その間にもイギリスは土塁の建造を続けるとした。ド・シェルモンは孤立無援に陥っていたこともあり、降伏条件を飲み、ブレイスウェイト率いるイギリス軍は翌朝に入城してポンディシェリーを正式に占領した。もっとも、フランスの守備軍は夜中にアルコールの補給を飲んでしまい、正式に降伏するには酔いすぎた状態にあった。

## 影響
攻囲戦におけるイギリス軍の損害は戦死88、負傷131とやや多かった。フランス軍の損害は記録がなかったものの、砲撃がわずか1日間で、砲撃に晒された守備軍が少ないことから、無視できる程度の少なさとされる。城内ではフランス兵645人、セポイ1,014人が捕虜になり、様々な大きさの大砲167門が鹵獲され、多数の弾薬がイギリス軍の手に落ちた。カリカル、ヤナム、マエ、シャンデルナゴルはいずれも戦闘もせずに降伏、インド亜大陸におけるヨーロッパ列強のうちイギリスの優勢が確定した形となった。歴史家からはこの時期にベンガル湾にいるイギリス艦隊は珍しく弱く、戦闘に参加できる艦船がミネルヴァしかなかったため、フランス軍が一帯の軍勢を1か所に集中できたら、ポンディシェリー攻囲戦を長引かせ、イギリスのインド貿易に多大な損害を与えることができたはずだと指摘された。以降フランスは講和までインドでの失地を回復しようともしなかったが、1802年のアミアンの和約に基づき失地を取り戻した。